# Ágios Ioánnis (La Canée)
Pour les articles homonymes, voir Ágios Ioánnis.
Ágios Ioánnis, en grec moderne : Άγιος Ιωάννης, est un village du dème de La Canée, en Crète, en Grèce. Selon le recensement de 2011, Ágios Ioánnis compte 29 habitants. Le village est situé à une altitude de 780 m, sur le versant sud des Lefká Óri (Montagnes Blanches). Au-dessus du village se trouve le plateau de Kroúsia et le mont Pachnès, le plus haut sommet des Montagnes Blanches.

## Recensements de la population
| Recensements | 1900 | 1920 | 1928 | 1940 | 1951 | 1961 | 1971 | 1981 | 1991 | 2001 | 2011 |
| ------------ | ---- | ---- | ---- | ---- | ---- | ---- | ---- | ---- | ---- | ---- | ---- |
| Population   | 179  | -    | 144  | 156  | 114  | 98   | 67   | 45   | -    | 65   | 29   |